# Église Saint-Fuscien de Rouville
Pour les articles homonymes, voir Église Saint-Fuscien.
L’église Saint-Fuscien est une église catholique paroissiale située à Rouville, dans le département de l'Oise, en région Hauts-de-France, en France. Elle ne comporte qu'une unique travée, qui est une abside à pans coupés de style gothique flamboyant tardif des années 1530, et a perdu sa voûte. Si l'architecture paraît assez banale, le mobilier comporte un remarquable retable de la Passion du Christ, datable lui aussi des années 1530. Cette œuvre de style Renaissance en pierre taillée comporte trois panneaux sculptés en bas-relief, et un encadrement architecturé. L'église est aujourd'hui affiliée à la paroisse Saint-Sébastien de Crépy-en-Valois, et les messes dominicales y sont célébrées occasionnellement, le dimanche à 9 h 30.

## Localisation
L'église Saint-Fuscien se situe en France, en région Hauts-de-France et dans le département de l'Oise, sur la commune de Rouville, rue René-Delorme, à l'extrémité orientale du cimetière, qui l'entoure. La façade est tournée vers la rue. On peut faire le tour de l'édifice.

## Historique
En 1215, Philippe Auguste échange les dîmes de Rouville avec chancelier Guérin, évêque de Senlis, auquel il cède tous les droits sur la collégiale Saint-Thomas de Crépy-en-Valois. La seigneurie appartient à l'abbaye du Parc-aux-Dames, sur l'actuelle commune d'Auger-Saint-Vincent. L'église est dédiée à saint Fuscien. Elle se résume aujourd'hui à l'abside, que l'on peut dater des années 1530 grâce à son retable de la Passion en pierre taillée, et grâce à son style gothique flamboyant tardif. L'on ignore la date et les circonstances de la démolition de la nef des fidèles. L'on ignore également la date de fondation de la paroisse. Sous tout l'Ancien Régime, elle relève du doyenné de Crépy-en-Valois et du diocèse de Senlis. Le collateur de la cure est l'évêque de Senlis. Après la Révolution, le siège épiscopal de Senlis n'est plus pourvu. Au moment du Concordat de 1801, le territoire correspondant au département de l'Oise est tout en entier incorporé dans le diocèse d'Amiens. Parmi les trois diocèses qui se partagent le territoire avant la Révolution, seul le diocèse de Beauvais est rétabli en 1822. Depuis cette date, Rouville en fait partie. La paroisse est réunie à celle d'Ormoy-Villers. Rouville est maintenant l'une des seize communes regroupées dans la paroisse Saint-Sébastien de Crépy-en-Valois. Les messes dominicales sont généralement célébrées le dimanche à 9 h 30, en alternance avec l'une des cinq autres églises de la communauté d'Auger-Saint-Vincent actuellement ouvertes au culte. La fréquence ne dépasse guère une messe tous les deux mois, sans compter les célébrations particulières.

## Description

### Intérieur

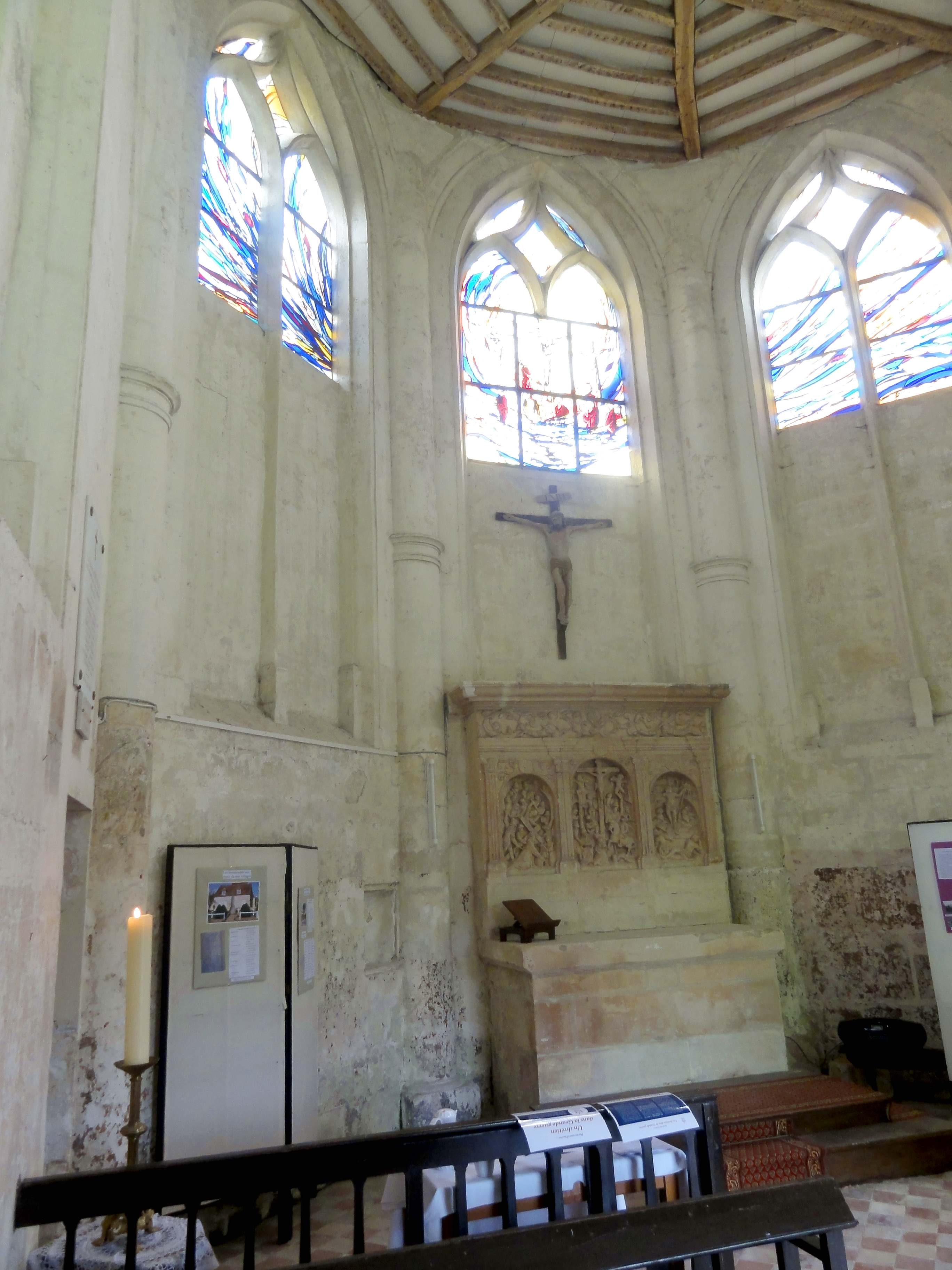
Vue intérieure.

L'église se résume à une unique travée. C'est une abside comportant une partie droite et un chevet à trois pans. Elle était apparemment voûtée d'ogives, avec une seule voûte dont les six ogives rayonnaient autour d'une clé centrale. La voûte a été remplacée par un plafond plat à poutres apparentes, comme à Berville, ou dans les nefs de Condécourt et Orrouy. Les formerets subsistent toujours le long des murs. Les ogives se fondaient dans des piliers cylindriques engagés logés dans les angles, qui sont aujourd'hui sans fonction. Ce parti implique une simplification par rapport aux piliers ondulés, qui sont la règle à la période flamboyante, mais sont plus onéreux à réaliser. Des piliers cylindriques engagés se trouvent également dans les absides de La Chapelle-en-Serval, Fresnoy-la-Rivière, Orrouy, Le Thillay, etc. L'on relève les traces de croix de consécration. Il n'est pas rare à la période flamboyante que les piliers soient pourvus de frises sculptées en guise de chapiteaux, comme on peut le voir dans les absides d'Ézanville et Presles, même si cette disposition est contraire au concept des nervures pénétrantes propre au style flamboyant, qui privilégie la fluidité des lignes. À Rouville, ce sont des chapiteaux doriques ébauchés que l'on trouve. Ils se composent d'un tailloir mouluré, d'un listel, d'une frise aniconique et d'un astragale. Les bases, qui ne sont pas flanquées de griffes, se composent d'un petit et d'un gros tore aplatis, et reposent sur des socles cubiques. Les murs gouttereaux sont ajourés de fenêtres en arc brisé munies d'un remplage à trois lancettes, surmontées d'un oculus flanqué de deux demi-accolades, qui délimitent deux écoinçons losangés et deux étroites mouchettes obliques. Les trois pans du chevet sont ajourés de fenêtres à deux lancettes, surmontées d'une accolade délimitant un seul losange et deux étroites mouchettes obliques. Le meneau central de la baie d'axe manque, et la moitié inférieure de l'ensemble des baies est bouchée. Le pourtour des baies n'est pas mouluré, et les meneaux accusent un profil chanfreiné aigu d'une grande simplicité. Ils sont néanmoins dotés de bases. Les allèges mesurent près de trois mètres de hauteur. Du côté sud, l'on peut signaler une piscine liturgique dans une niche en plein cintre, dont la voûte est décorée d'une coquille Saint-Jacques. Du côté nord, une porte donne accès à la sacristie. Une échelle constitue le seul moyen d'accéder au comble.

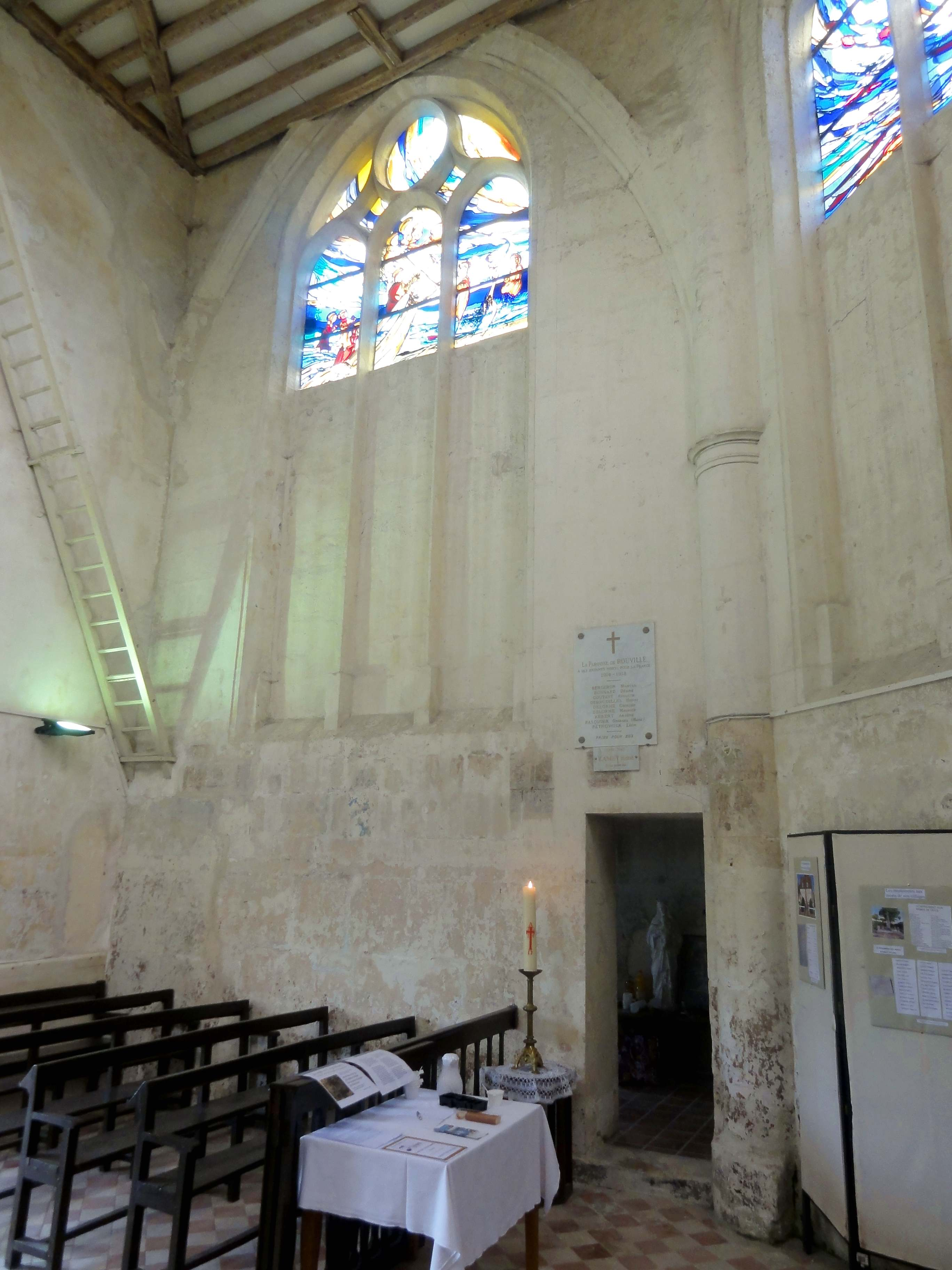
Élévation nord.
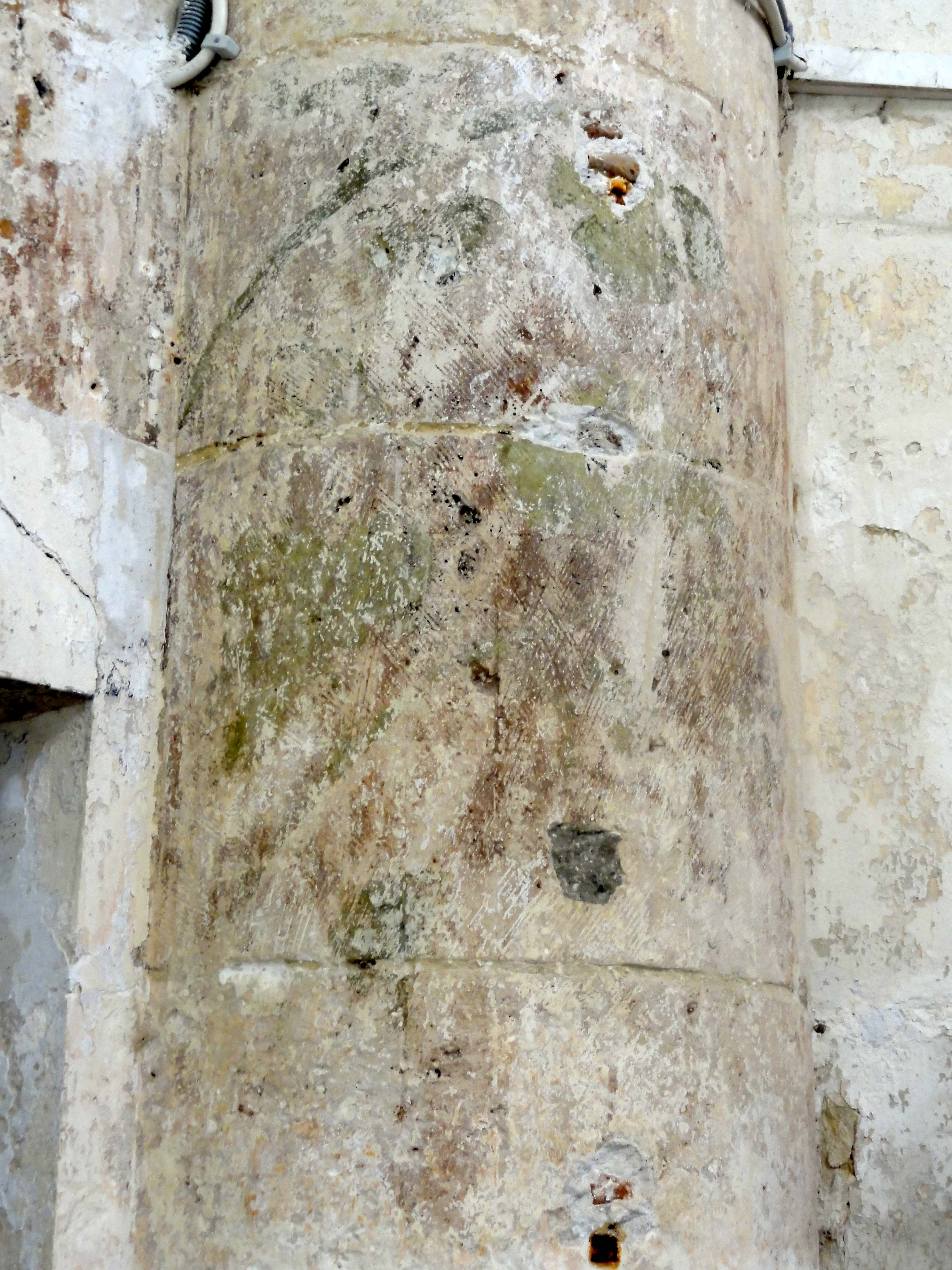
Croix de consécration.
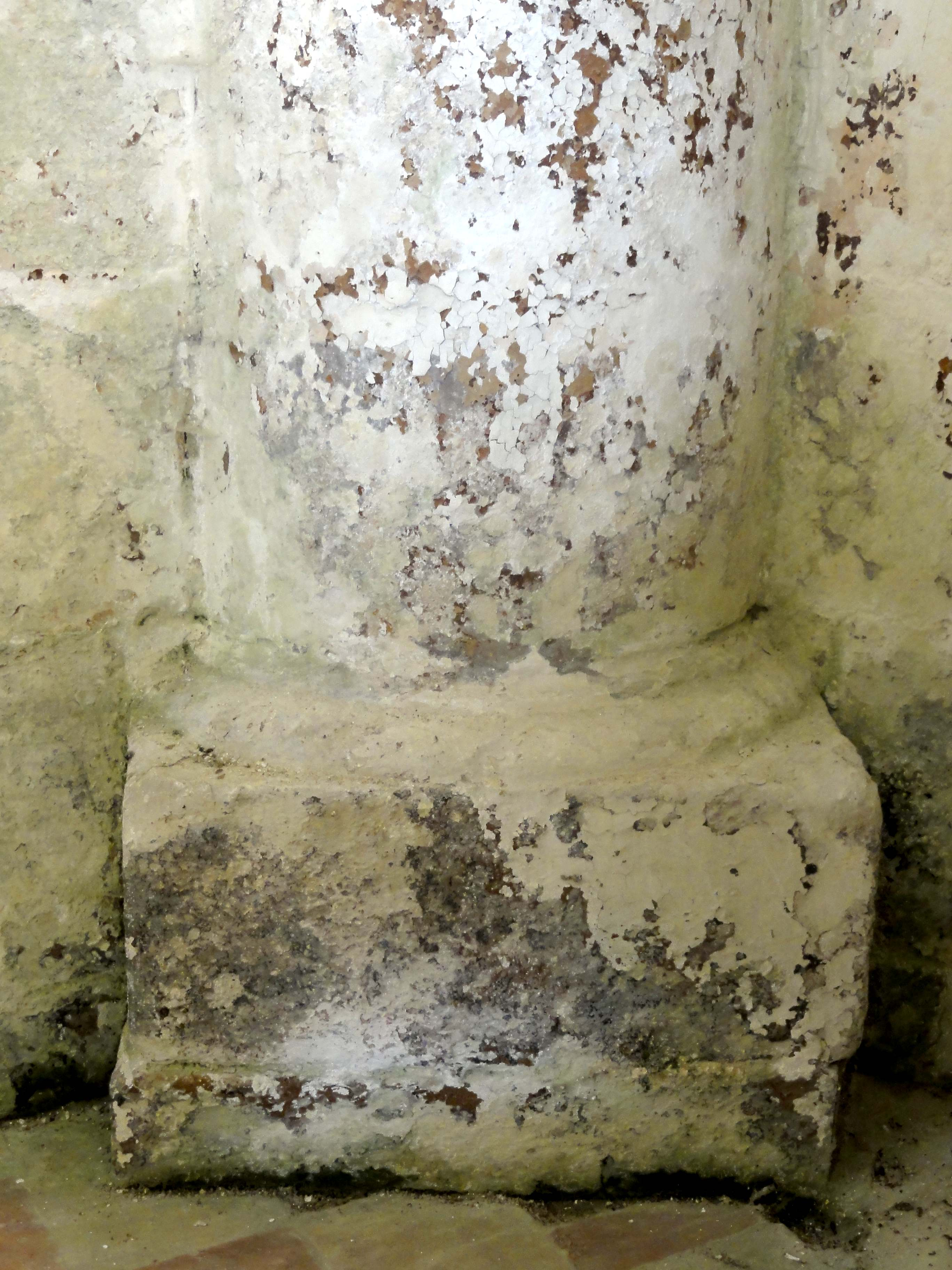
Base d'un pilier engagé.
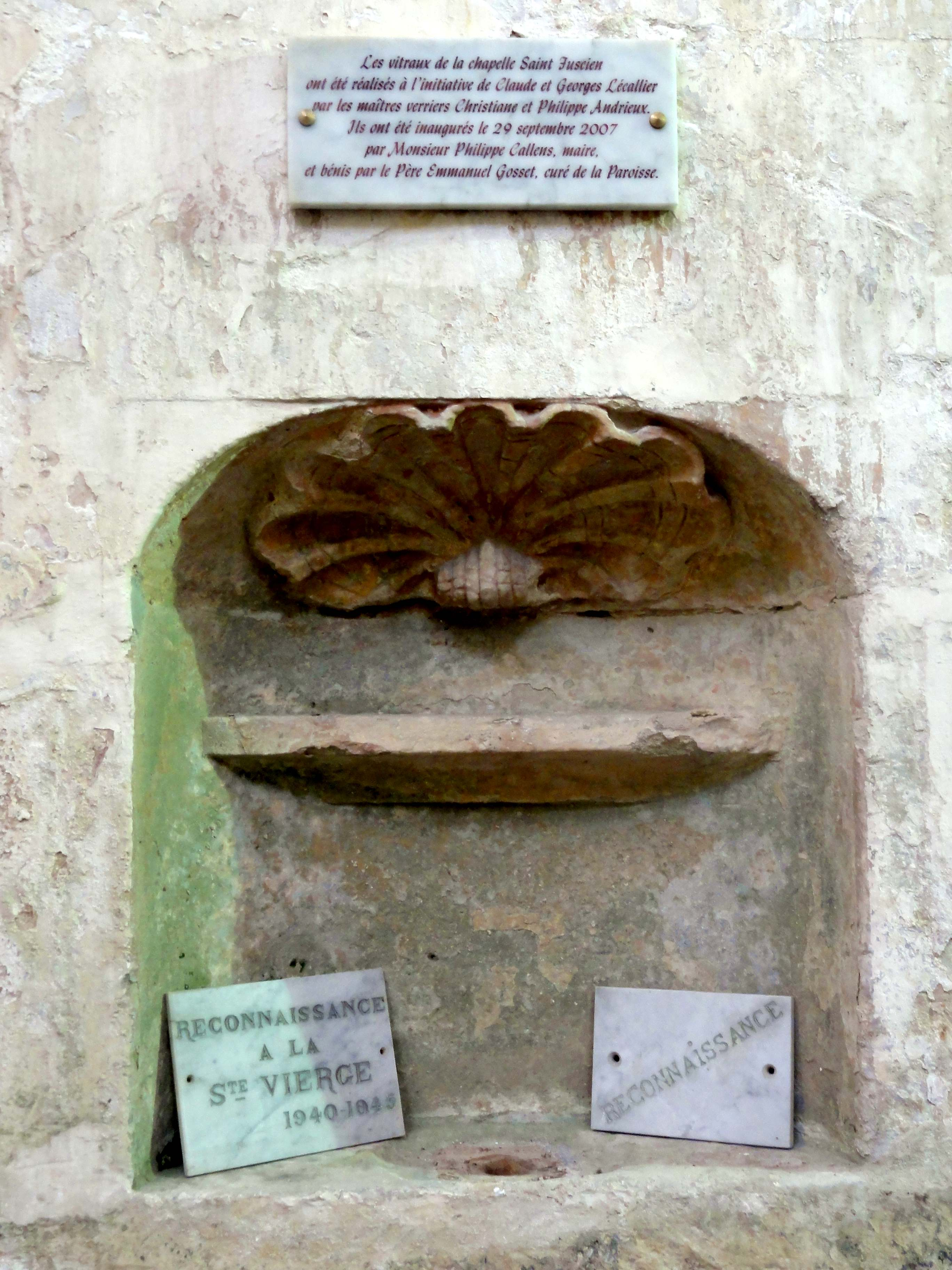
Piscine liturgique.
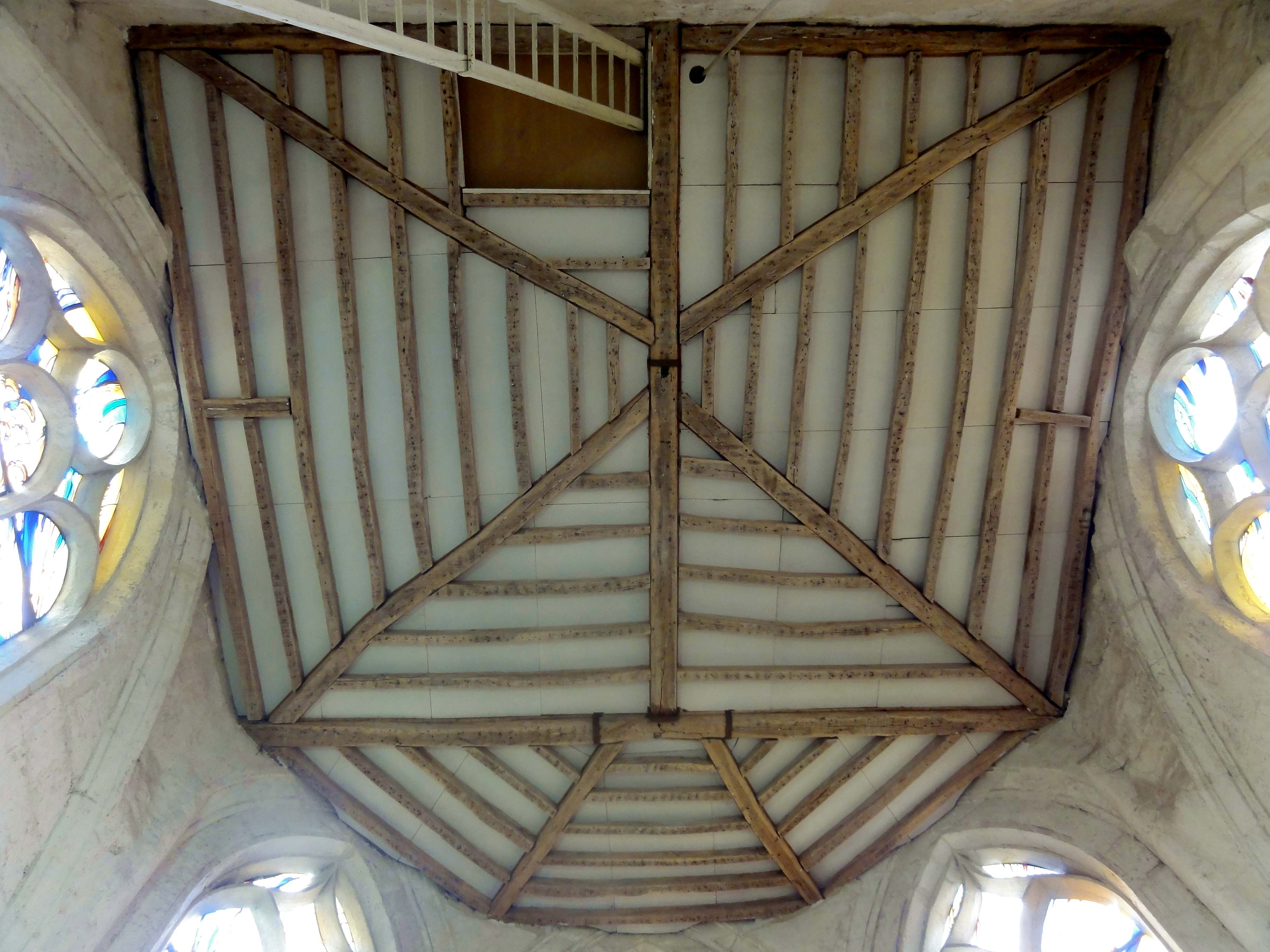
Plafond.

### Extérieur

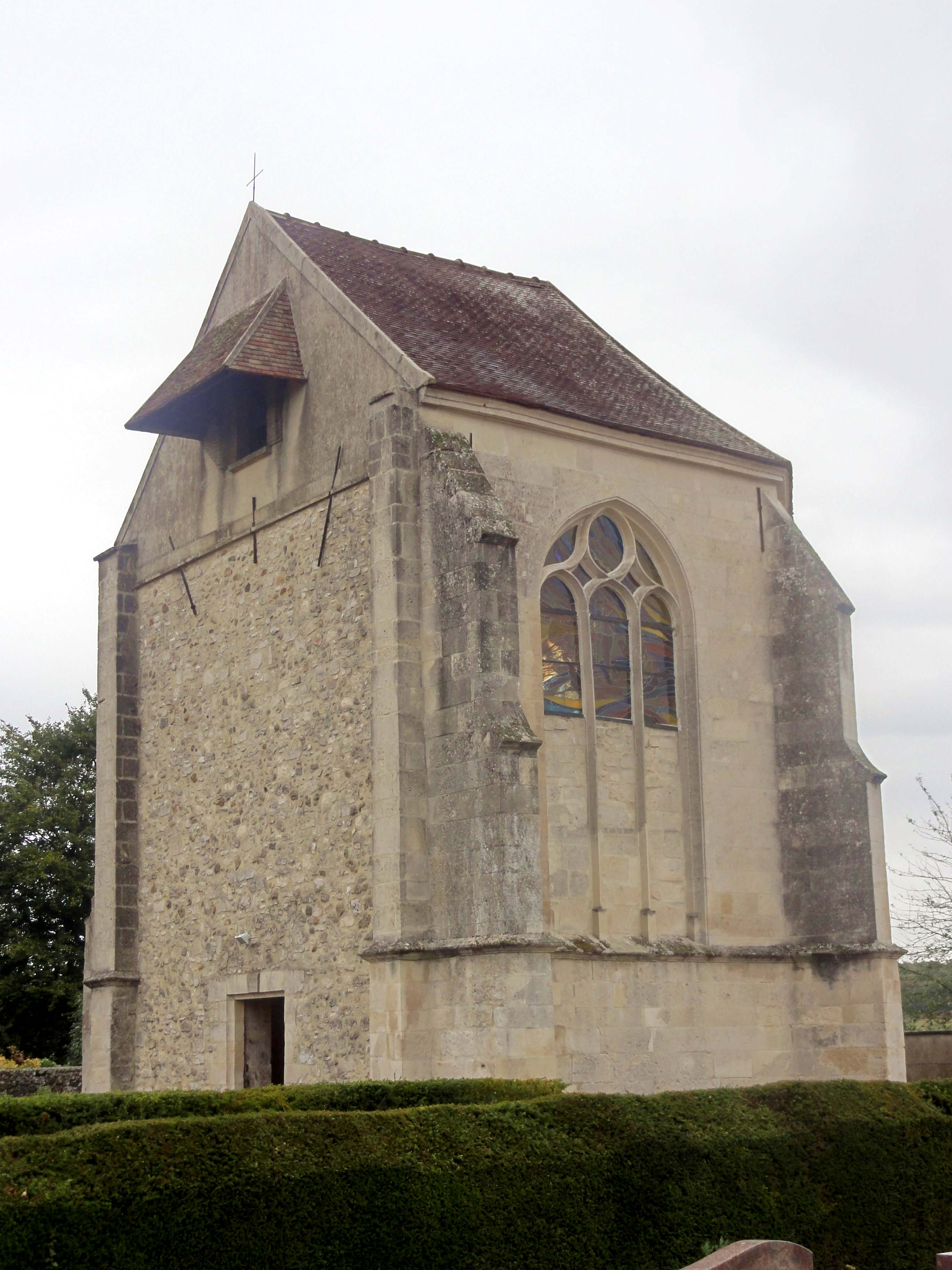
Vue depuis le sud-ouest.

L'église ne possède pas de façade à proprement parler. Le mur occidental, appareillé en moellon, revêt un caractère provisoire. Le pourtour de la petite porte rectangulaire est néanmoins appareillé en pierre de taille, et les angles sont adoucis par une moulure concave. La clé d'arc est proéminente. Il n'y a pas de fenêtre. Le mur est parfaitement homogène, et ne comporte pas les moindres vestiges d'un arc-doubleau bouché, qui devait pourtant exister à cet endroit, ni d'arrachements d'ogives, qui n'ont pas laissé davantage de traces à l'intérieur. Le pignon est enduit et percé d'une porte rectangulaire protégé par un toit en appentis à croupes, comme si le comble de l'église était destiné à servir de grenier. Deux contreforts en pierre de taille cantonnent le mur occidental. Ils sont faiblement saillants, et scandés par un larmier qui court tout autour de l'abside, en n'omettant que le mur occidental. La présence de ces larmiers même à l'ouest des contreforts montre que l'abside ne terminait pas une nef de la même largeur et de la même hauteur, car sinon les contreforts constituaient les restes des murs gouttereaux de cette nef, et seraient plus rustiques. Les moulures concaves autour du portail renvoient par ailleurs à la période flamboyante, et l'on peut même imaginée que la nef n'existait déjà plus au moment de la construction de l'abside. Pour venir aux élévations latérales et au chevet, ils sont soigneusement bâtis en pierre de taille, et se caractérisent essentiellement par les fenêtres, déjà décrites, et les contreforts, qui sont scandés par le larmier déjà signalé, se retraitent une fois par un larmier à mi-hauteur des fenêtres, et s'amortissent par un glacis formant larmier. Les murs se terminent par une corniche composée, du haut vers le bas, d'un cavet et d'une plate-bande.

## Mobilier

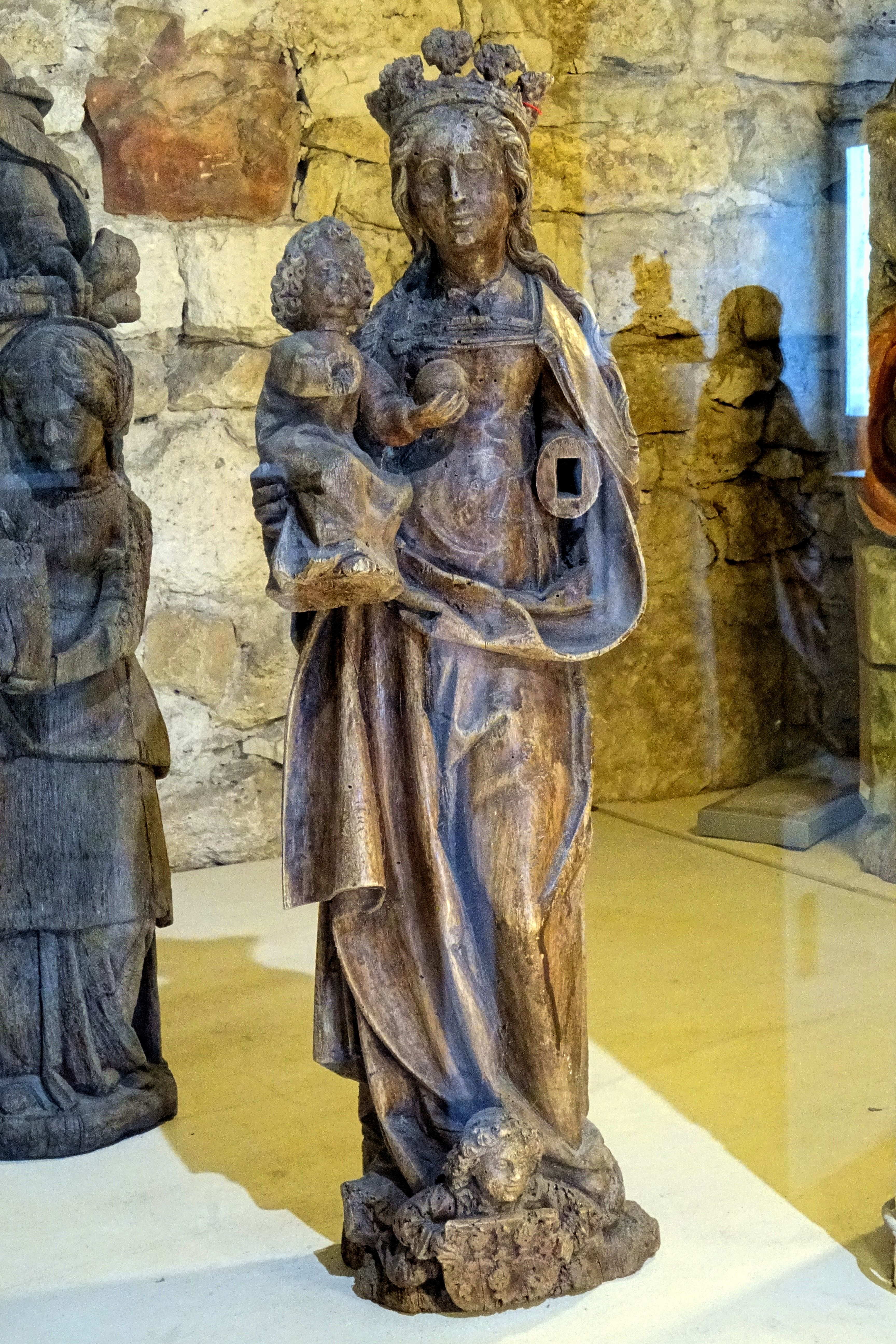
Vierge à l'Enfant.

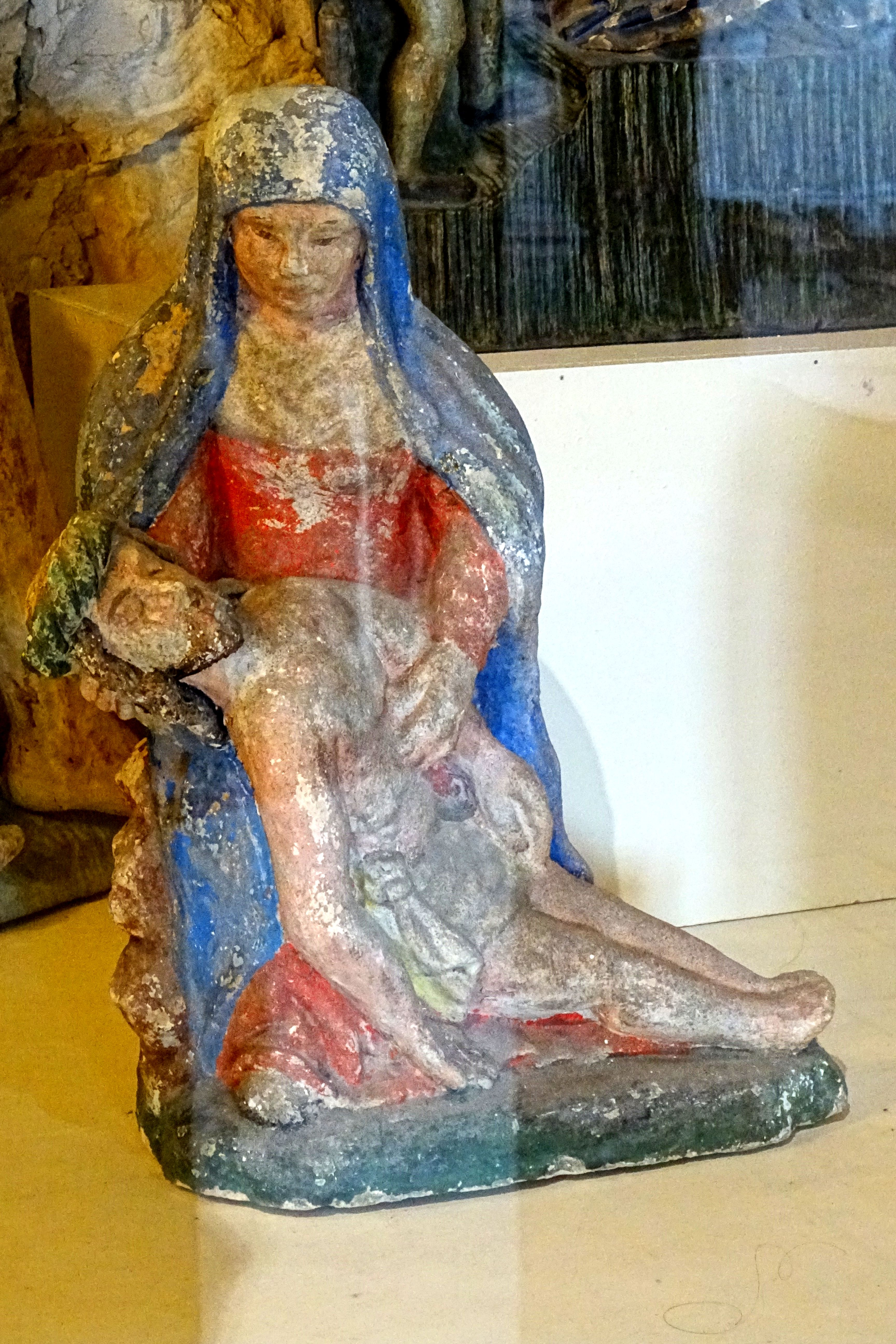
Vierge de Pitié.

Parmi le mobilier de l'église, une statue est classée monument historique au titre objet. Deux autres statues et le retable sont inscrits. Les trois statues sont conservées au musée de l'Archerie et du Valois de Crépy-en-Valois. Deux font partie de l'exposition permanente.
- La statue de saint Sébastien, patron des archers, est en bois taillé et ciré, et mesure 60 cm de hauteur. Elle date du XVIIe siècle, et est inscrite depuis mai 1996[7] (sans illustration).
- La statue de la Vierge à l'Enfant est en bois sculpté en ronde-bosse et peint. Ses dimensions n'ont pas été prises. La Vierge se tient debout, légèrement déhanchée. Elle est couronnée, mais non voilée. Marie porte son fils sur son bras droit. Celui-ci tient une pomme dans sa main gauche. Le bras gauche de la Mère et le bras droit de Jésus manquent. Au pied de la Vierge, un ange présente un écu armorié. Le socle se trouvant derrière est rongé par les xylophages. L'œuvre datée du XVe siècle est classée depuis novembre 1966[8].
- Le groupe sculpté représentant une Pietà ou Vierge de Pitié est en pierre polychrome, et mesure 44 cm de hauteur. Elle date vraisemblablement du XVIe siècle, et est également inscrite depuis mai 1996[9].
- Le Christ en croix est en bois taillé et peint, et date au moins du XVIIe siècle. Cette œuvre, de facture populaire, n'est pas protégée au titre des monuments historiques à ce jour.
- Le retable de la Passion du Christ est en pierre taillée, d'une teinte rose. Ses dimensions n'ont pas été relevées. Il est inscrit depuis juillet 1987[10]. Dominique Vermand le date des années 1530. Ce retable comporte trois panneaux sculptés en bas-relief, qui sont abrités dans de faibles niches en plein cintre, cantonnées de pilastres corinthiens cannelés, et surmontées d'un haut entablement sculpté de rinceaux et de grotesques. Depuis un remontage maladroit à l'issue d'une restauration, les segments de l'entablement ne sont plus dans le bon ordre. Les trois panneaux, qui foisonnent de personnages, représentent, de la gauche vers la droite, le Portement de croix, avec deux soldats frappant Jésus, sainte Véronique lui tendant son voile pour s'éponger sa figure, qui y laissera son empreinte, et une nombreuse assistance ; le Christ en croix entre les deux larrons également crucifiés, surveillés par quatre soldats, dont un à cheval, et pleuré par saint Jean, la Vierge de douleur, sainte Marie-Madeleine et l'autre Marie ; et la Résurrection de Jésus. Son visage a malheureusement été bûché à la Révolution. Sur les bords de la tombe, située dans une grotte, se tiennent des soldats accroupis, endormis. Au premier plan à gauche, un soldat est en train de s'évanouir, et un autre gît par terre. Les Saintes Femmes approchent du loin, en haut à gauche, et apportent leurs pots remplis de baumes. En face à droite, des arbres garnissent le flanc de la colline. Au fond, se dressent les remparts de la ville de Jérusalem. Ce retable de dimensions modestes s'apparente aux retables à personnages d'inspiration flamande, est unique dans les environs. À proximité, l'église de Montagny-Sainte-Félicité possède un retable à personnages de dimensions autrement importantes, mais dédié à un sujet différent, le martyre de sa sainte patronne et de ses enfants. Plus loin, en pays de France, l'église de Goussainville possède un autre retable de la Passion en pierre, avec cinq scènes sculptées en faible relief, et un encadrement architectural plus envahissant.
- L'église abrite également la dalle funéraire à effigie gravée d'un prêtre, de la seconde moitié du XVIe siècle ou du XVIIe siècle. On voit le défunt en pied et de face, les mains rejoints pour la prière, revêtu d'une chasuble décorée d'orfrois brodés, entre deux pilastres cannelés supportant une arcature en plein cintre, où une tête de chérubin figure à la clé d'arc, et des rosaces dans les écoinçons. La partie inférieure de la dalle est endommagée par des épaufrures, et il y a un manque en haut.

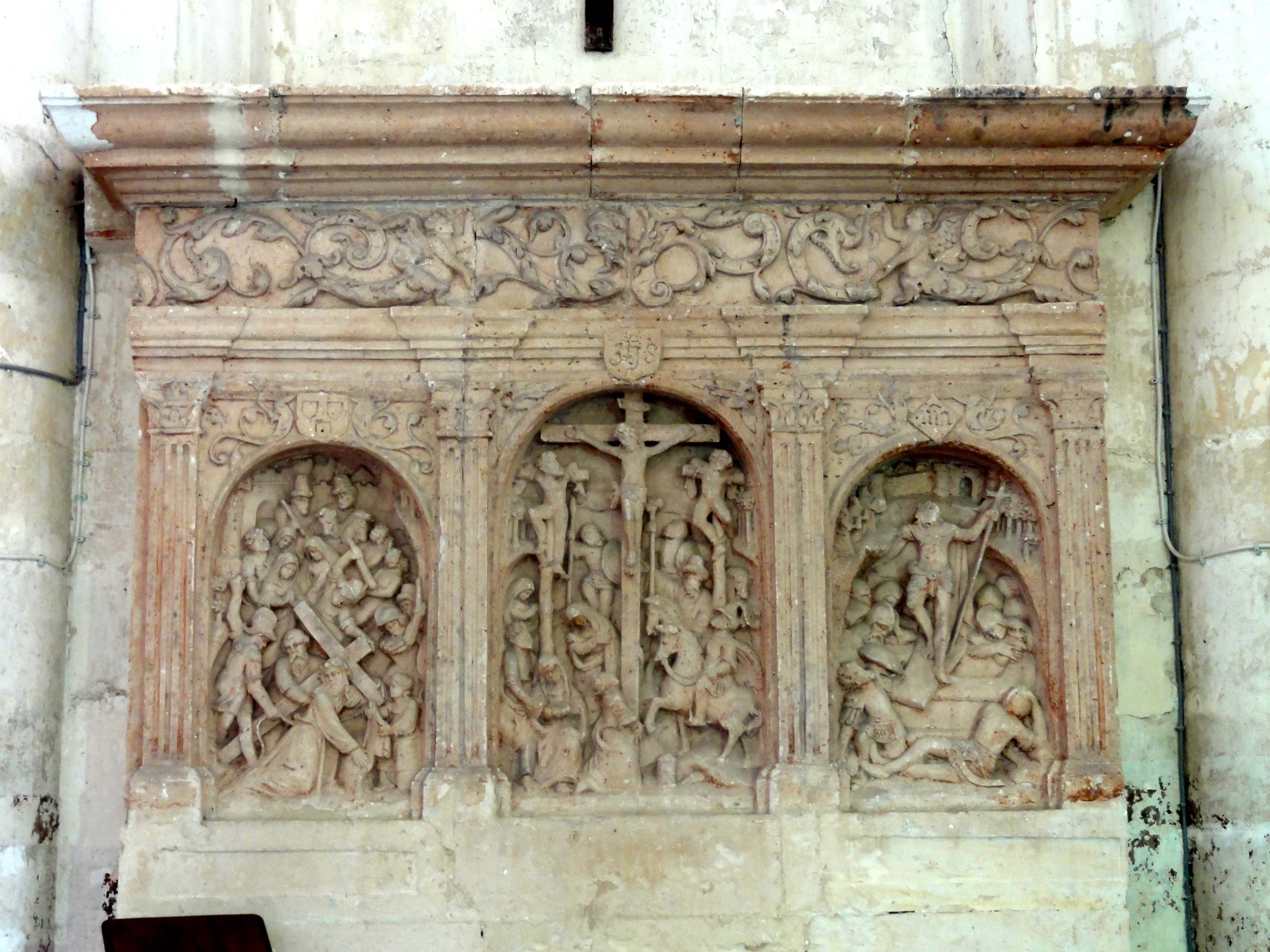
Retable de la Passion.
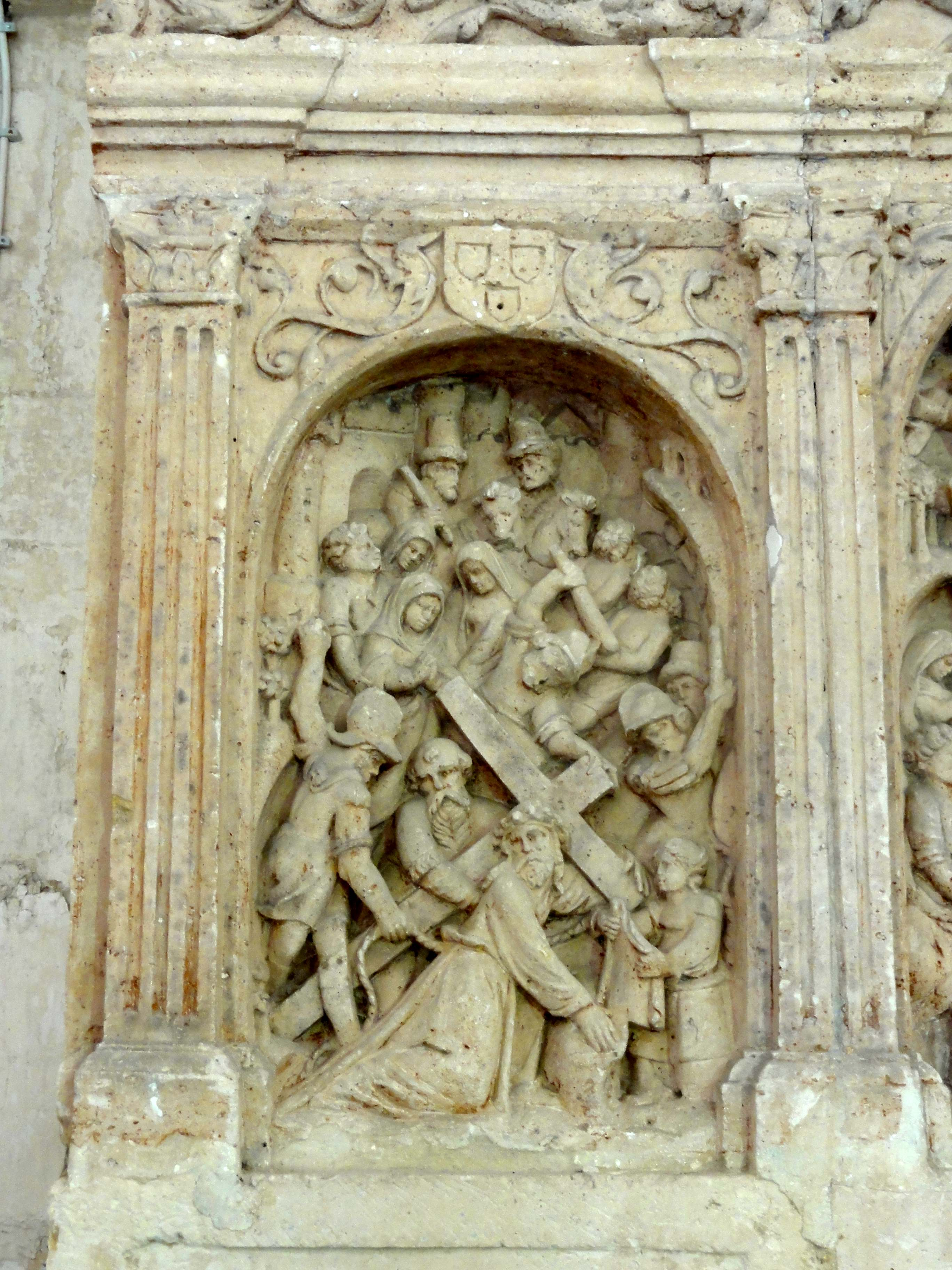
Le Portement de Croix.
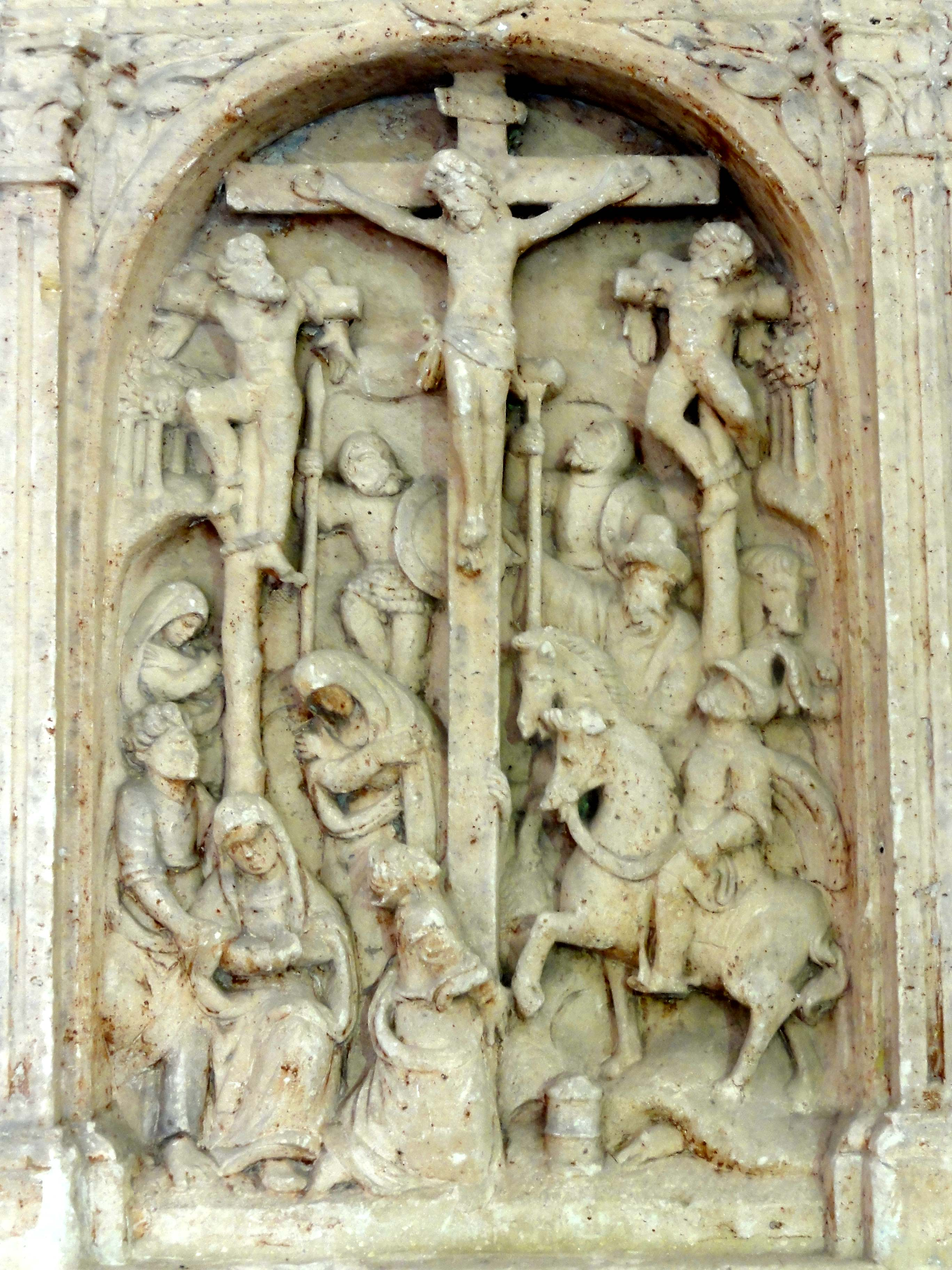
La Crucifixion.
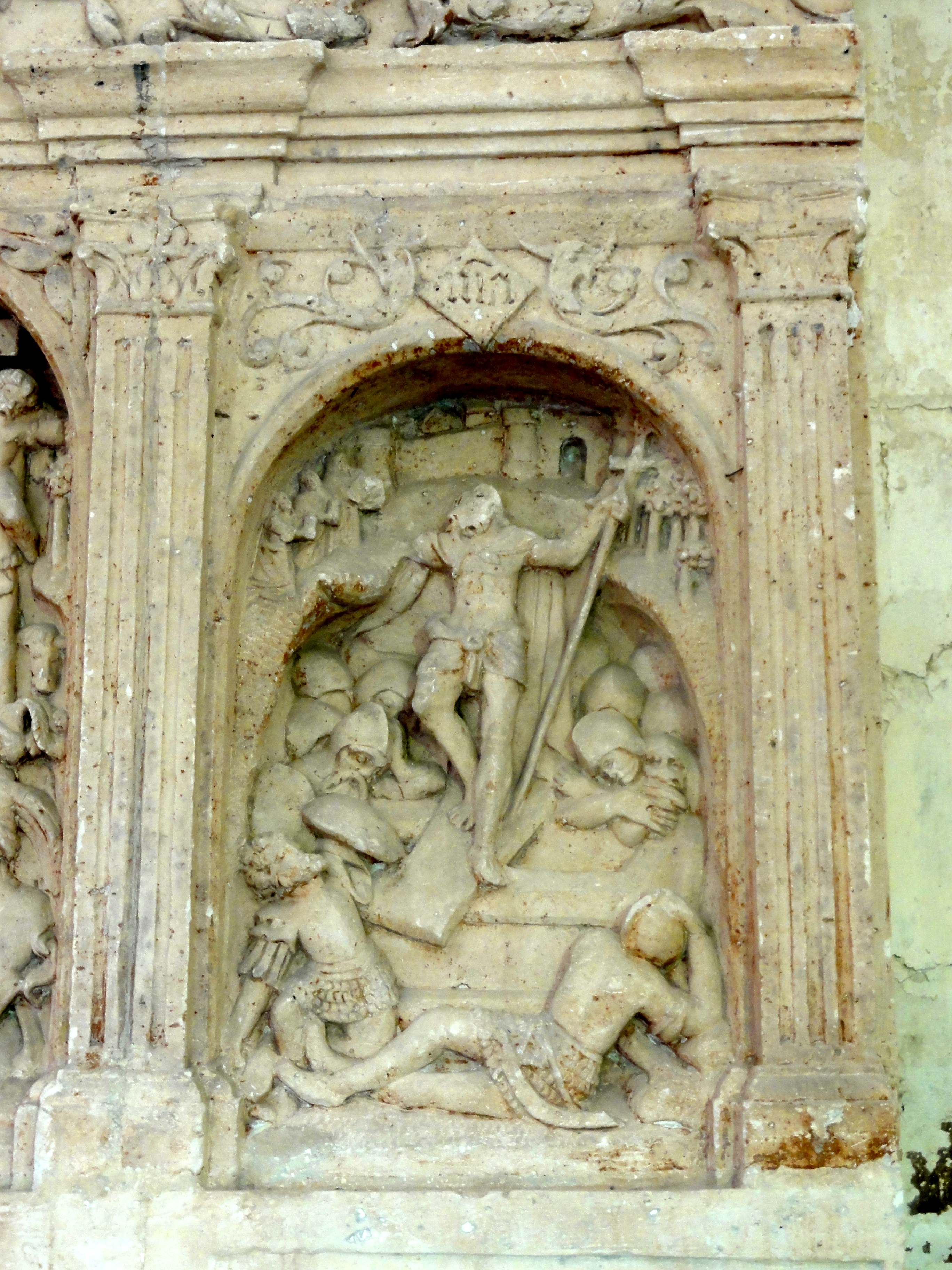
La Résurrection de Jésus.
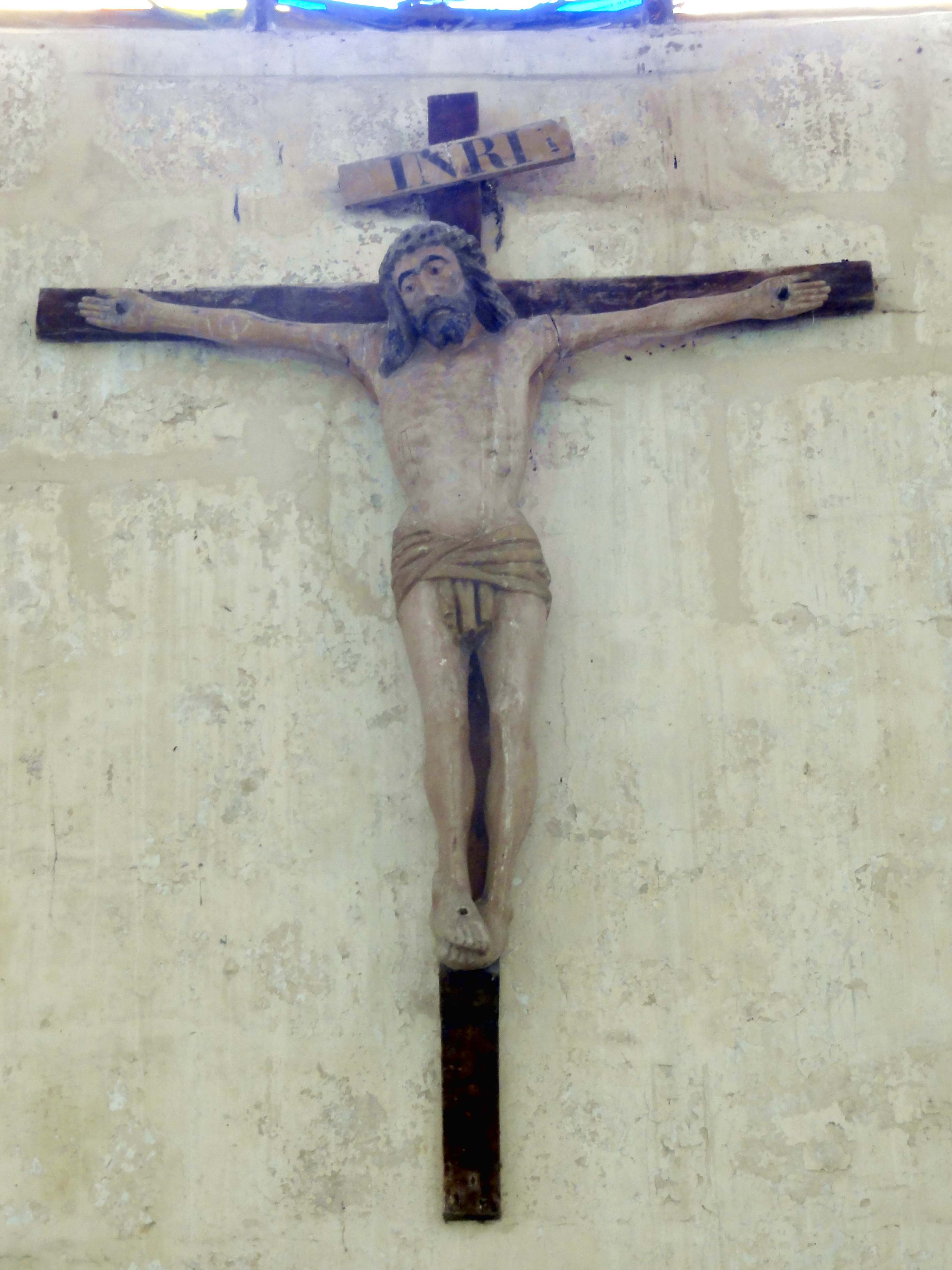
Christ en croix.
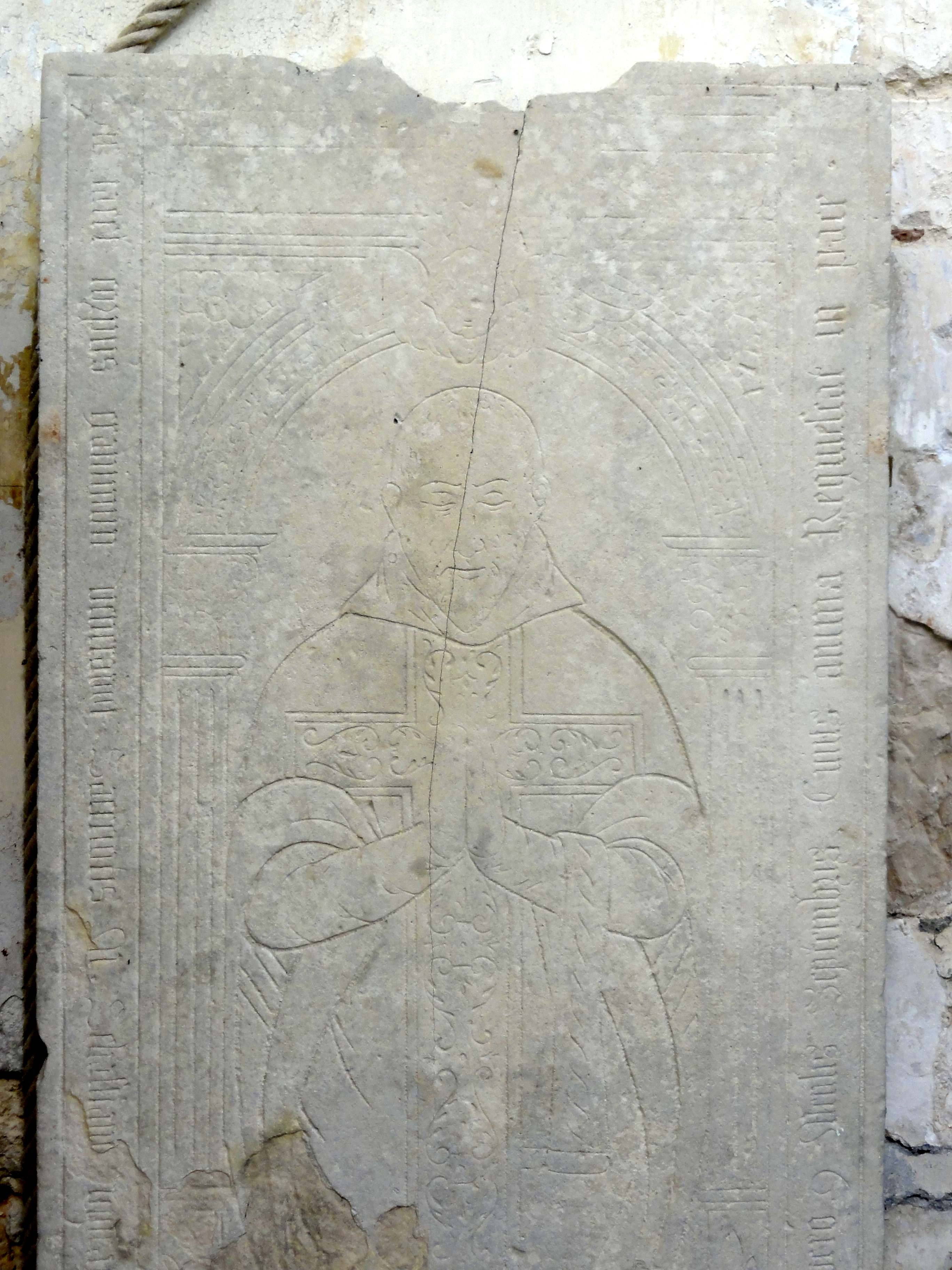
Dalle funéraire, détail.